# Pertusaria wulfenioides
Pertusaria wulfenioides är en lavart som beskrevs av B. de Lesd. Pertusaria wulfenioides ingår i släktet Pertusaria och familjen Pertusariaceae.   Inga underarter finns listade i Catalogue of Life.